# American Pale Ale

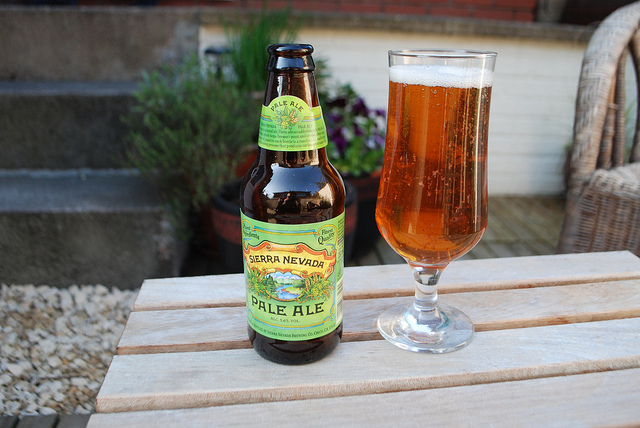
Una pale ale estadounidense fundamental. 5,6% ABV.

American pale ale (o APA) es un estilo de pale ale desarrollado en los Estados Unidos alrededor de 1980.
La American Pale Ale generalmente se sitúa alrededor de 5% abv, y contienen cantidades significativas de lúpulos americanos, normalmente Cascade. Aunque las cervezas americanas tienden a usar un limpiador de levadura, y dos tipos de maltas, es particularmente el lúpulo americano lo que permite distinguir una APA de pale ales británicas o europeas. El estilo es cercano al American India Pale Ale (IPA), y los límites a veces se difuminan, aunque las IPAs son más fuertes y con un carácter más lupulado. El estilo se sitúa también cerca de la amber ale, a pesar de que las ambers son más oscuras y maltosas debido al uso de maltas cristal.

## La historia
La Anchor Liberty Ale, una ale de 6% vol. originalmente elaborada por Anchor Brewing Company de forma especial en 1975, para conmemorar el paseo de la medianoche de Paul Revere en 1775, el cual marcó el inicio de la Guerra de la Independencia Americana, fue visto por Michael Jackson como la primera ale americana moderna. Fritz Maytag, el propietario de Anchor, visitó fábricas de cerveza en Londres, Yorkshire y Burton upon Trent, recogiendo información acerca de robust pale ales, que utilizó cuando hizo su versión americana, utilizando sólo malta en lugar de la combinación de malta con azúcar, común en la elaboración de la cerveza en ese momento, y haciendo uso prominente del lúpulo americano Cascade. La cerveza fue muy popular, y se convirtió en parte de la producción habitual en 1983.
Jack McAuliffe de Nueva Albion Brewing Company se creó su Nueva Albion Ale hacia 1976, inspirada en las cervezas que había probado en Escocia. La cerveza era (en aquel tiempo) vigorosamente lupulada con Cascade, refermenteda en la botella, y de color no pajizo - cualidades que el estilo de cerveza popular de la época, es decir, las pale lagers, no poseían. Pese a que la empresa la elaboró por menos de 6 años produciendo tan sólo 7,5 barriles (217 galones) por semana, inspiró a muchos pioneros e imitadores.
La primera fábrica de cerveza que comercializó con éxito una APA con cantidades significativas de lúpulo Cascade fue Sierra Nevada Brewing Company, que elaboró el primer lote experimental de Sierra Nevada Pale Ale en noviembre de 1980, distribuyendo la versión final en marzo de 1981. Otro de los pioneros fue Bert Grant de Yakima Brewing.